# کولشه
کولشه (به لهستانی:  Kulsze) یک روستا در لهستان است که در گمینا بانگه مازورسکیه واقع شده‌است.